# 張俶
張 俶（ちょう しゅく、? - 277年）は、中国三国時代の呉の政治家。

## 生涯
張俶は何定や万彧や陳声や奚熙や岑昏らと並び、孫晧の佞臣として有名であったという。
張俶は騶子出身であったが、諫言誣告を行うことによって、昇進して司直中郎将となり、侯に封ぜられて孫晧から深い寵愛を受けた。
張俶の父親は会稽郡山陰県の役所で使い走りをしていたが、張俶の根性が曲がっている事を知っていて、上表して言った。「もし張俶を司直にお用いくださるのであれば、罪がありました場合にもわたしは連座せぬようお認めくださいますように」。孫晧はこれを許した。張俶は、上表して弾曲の官20人を置き、もっぱら不正の糾弾にあたらせた。そこで互いに憎みあっている者たちは、相手の悪事をこの官に告発しあった。弾曲の官では、告発を受けると、被告人を獄につなぎ、公正な裁判は行われず、判決は賄賂しだいであった。人々は追いつめられて、なにをするにもおっかなびっくりであった。張俶は、豪華な生活を追い求めて飽くことなく、妾を30余人も蓄え、無実の者をほしいままに殺した。
天紀元年（277年）、張俶の多くの悪事がいっせいにあばかれ、張俶は父子ともども車裂きになったという。